# Monterosi
Monterosi è un comune italiano di 4 751 abitanti della provincia di Viterbo nel Lazio.

## Geografia fisica

### Territorio
Situato a metà strada tra Roma e Viterbo lungo la via Cassia, il territorio di Monterosi è posto sulle propaggini nord-orientali dei Monti Sabatini, rilievi vulcanici di modesta altitudine. Nel territorio comunale ricade interamente il lago di Monterosi, risultato dell’ultima fase eruttiva dell’ormai spento Vulcano Sabatino, che fu di tipo freato-magmatico. Il centro storico, di origine quattrocentesca, è situato nella parte nord-orientale del territorio comunale, protetto a sud-ovest dal colle di Monte Lucchetti e a nord dal laghetto; la restante parte del territorio, protesa a meridione in direzione del lago di Bracciano, presenta un'urbanizzazione più rada.

## Storia
Monterosi ha avuto in passato importanti funzioni strategiche: essendo situato lungo la via Cassia, fu crocevia di scambi economici e culturali con il resto dell'Etruria, potendo così beneficiare di progresso culturale ed economico. Ciò rese altresì i borgo un bersaglio appetibile per numerosi assedi e saccheggi, che vennero perpetrati nei secoli da Romani, Goti e Longobardi. In ragione di ciò, a fini difensivi e di presidio dei traffici sulla Cassia, il centro abitato inizialmente era situato sopra Monte Lucchetti (anche detto Monte della Torre) e nel XIII secolo Federico II di Svevia vi fece costruire un maniero. Intorno al 1400, in un periodo di relativa calma, l'insediamento si spostò a valle; ancora nel XIX secolo le guide turistiche locali segnalano la presenza sul colle delle rovine del castello e di antiche vestigia etrusche.
Sulle rive del locale laghetto, detto anticamente Janula, nel 1155 avvenne l'incontro fra Adriano IV e Federico Barbarossa, in procinto di essere incoronato imperatore, con quest'ultimo che nell'occasione rifiutò di reggere la staffa al pontefice che doveva salire a cavallo. Cinque secoli dopo, nel 1649, le campagne che circondano il paese furono teatro dell'assassinio di mons. Cristoforo Giarda, mandato da papa Innocenzo X per convincere Ranuccio II Farnese a restituire il ducato di Castro. Fu forse questo uno dei motivi che spinsero il pontefice ad ordinare la distruzione di Castro.
Ancora in tempi più recenti, durante le invasioni napoleoniche, Monterosi fu teatro di una sanguinosa battaglia tra le truppe francesi e gli eserciti di re Ferdinando I delle Due Sicilie.

### Toponimo
La località è segnalata con nome Mons Russulus in una bolla di papa Innocenzo III del 1203; lo storico Giuseppe Tomassetti sostiene che essa esistesse già in epoca romana come oppidum dal nome Rossulum, poi volgarizzato in Rosoli e Mons Rosi, quindi nel XIX secolo in Monterosi.

## Monumenti e luoghi d'interesse

### Architetture civili
- Palazzo cardinalizio, già monastero. Il palazzo, residenza dal XV secolo, fu edificato dal cardinale Alessandro Farnese. Il palazzo fu abitato occasionalmente da illustri prelati tra i quali, dal 1588, Ippolito Aldobrandini, poi papa Clemente VIII. Dal 1870 il palazzo passò in proprietà alla nobile famiglia romana Del Drago che detenne l’edificio fino al dopoguerra.
- Monumento ai Caduti: eretto nell'omonima via, è intitolato in particolare alla memoria del sottotenente Ettore Rosso e dei genieri Pietro Colombo, Augusto Zaccani, Gino Obici e Gelindo Trombini, i quali, il 9 settembre 1943, si sacrificarono facendo saltare in aria alcuni automezzi carichi d'esplosivo, nel tentativo di fermare l'avanzata delle truppe tedesche verso Roma.

### Architetture religiose
- Chiesa di Santa Croce. Nella piazza dell'abitato di Monterosi si erge la chiesa in stile barocco del XVIII secolo, con un campanile a vela sul lato sinistro. Più avanti, nella via principale, sorge il Palazzo Cardinalizio, già monastero.

### Aree naturali
- Parco naturale regionale del complesso lacuale di Bracciano-Martignano

## Società

### Evoluzione demografica
Abitanti censiti

## Cultura

### Tradizione e folclore
Dal 2010 è stata creata da A.R Forghieri, la maschera di re Papaglione, dall'antico nome della fonte di Papa Leone. La maschera è vestita in maniera tardo medioevale con i colori, bianco e rosso, uguali a quelli dello stemma comunale, sul petto porta un ricamo raffigurante un leone ed in testa un cappello a tre punte come i tre monti che compaiono sullo stemma comunale. Nella mano destra porta il bastone del comando sormontato da tre rose rosse. Ha un corto mantello con gli stessi colori che in araldica hanno il significato di purezza, il bianco/argento, e di forza, il rosso. La maschera sovrintende a tutte le manifestazioni che si svolgono nel periodo del carnevale e chiude il martedì grasso con una festa in piazza denominata B.A.M.

### Istituzioni, enti e associazioni
La Banda Musicale S. Cecilia Monterosi è un'associazione composta da quarantacinque musicisti fondata nel 1959 come banda parrocchiale per volontà e sotto la direzione del maestro Don Tommaso Albani il quale la diresse ininterrottamente fino al 1993.
Nel 1994 la banda si ricostituisce e la direzione viene affidata al maestro Aldo Tamantini (allievo del maestro Albani).

## Economia
Di seguito la tabella storica elaborata dall'Istat a tema Unità locali, intesa come numero di imprese attive, ed addetti, intesi come numero addetti delle unità locali delle imprese attive (valori medi annui).
|           | 2015                  |                              |                            |                |                       |                     | 2014                  |                | 2013                  |                |
| --------- | --------------------- | ---------------------------- | -------------------------- | -------------- | --------------------- | ------------------- | --------------------- | -------------- | --------------------- | -------------- |
|           | Numero imprese attive | % Provinciale Imprese attive | % Regionale Imprese attive | Numero addetti | % Provinciale Addetti | % Regionale Addetti | Numero imprese attive | Numero addetti | Numero imprese attive | Numero addetti |
| Monterosi | 234                   | 1,0%                         | 0,05%                      | 539            | 0,91%                 | 0,04%               | 234                   | 516            | 232                   | 508            |
| Viterbo   | 23.371                |                              | 5,13%                      | 59.399         |                       | 3,86%               | 23.658                | 59.741         | 24.131                | 61.493         |
| Lazio     | 455.591               |                              |                            | 1.539.359      |                       |                     | 457.686               | 1.510.459      | 464.094               | 1.525.471      |

Nel 2015 le 234 imprese operanti nel territorio comunale, che rappresentavano l'1,0% del totale provinciale (23.371 imprese attive), hanno occupato 539 addetti, lo 0,91% del dato provinciale (59.399 addetti); in media, ogni impresa nel 2015 ha occupato due persone (2,3).

## Amministrazione
Nel 1928, a seguito del riordino delle circoscrizioni provinciali stabilito dal regio decreto n. 1 del 2 gennaio 1927, per volontà del governo fascista, con cui un anno prima era stata istituita la provincia di Viterbo, Monterosi passò dalla provincia di Roma a quella di Viterbo.
| Periodo | Periodo   | Primo cittadino  | Partito                        | Carica  | Note |
| ------- | --------- | ---------------- | ------------------------------ | ------- | ---- |
| 1995    | 2004      | Enzo Blasi       | Lista civica                   | Sindaco |      |
| 2004    | 2014      | Francesco Paris  | Lista civica                   | Sindaco |      |
| 2014    | in carica | Sandro Giglietti | Lista civica (Lista Cittadina) | Sindaco |      |

## Sport

### Calcio
Il club cittadino è stato il Monterosi Tuscia, che vanta quale maggior risultato della propria storia la partecipazione alla Serie C; nel 2024 esso si è però trasferito di sede, diventando Guidonia Montecelio 1937 Football Club.

### Pallavolo
La squadra locale è il Monterosi Volley, storicamente militante nelle divisioni dilettantistiche a carattere zonale.